# جون هيولينجز جاكسون
جون هيوغلينغز جاكسون (4 أبريل 1835 -7 أكتوبر 1911) طبيب أعصاب إنجليزي. اشتهر بأبحاثه عن الصرع.

## السيرة الذاتية
ولد في بروفيدانس غرين، غرين هامرتون، بالقرب من هاروغيت، يوركشاير، وهو الابن الأصغر لصامويل جاكسون وهو يومَن يمتلك أرضه ويزرعها، وسارة جاكسون، ابنة جامع إيرادات الويلزية. توفيت والدته بعد عام من ولادته. له ثلاثة إخوة وأخت هاجر إخوته إلى نيوزيلندا وتزوجت أخته من طبيب. تلقى تعليمه في تادكاستر يوركشاير ونايلسورث، غلوسترشاير قبل الالتحاق بمدرسة يورك للطبية والجراحة. بعد تأهيله في سانت بارتس في عام 1856 أصبح طبيب في مستوصف يورك.
في عام 1859 عاد إلى لندن للعمل في مستشفى متروبوليتان الحر ومستشفى لندن الملكي. في عام 1862 تم تعيينه طبيبًا مساعدًا، وبعد ذلك عين سنة 1869 طبيبًا في المستشفى الوطني للشلل والصرع يقع في كوين سكوير، لندن (الآن المستشفى الوطني لطب الأعصاب وجراحة المخ والأعصاب) وكذلك طبيب (1874) في مستشفى لندن. انتخب زميلا للجمعية الملكية في عام 1878.